# Megalagathis natalensis
Megalagathis natalensis är en stekelart som först beskrevs av Joseph Kriechbaumer 1894.  Megalagathis natalensis ingår i släktet Megalagathis och familjen bracksteklar. Inga underarter finns listade i Catalogue of Life.